# Delisle, Saskatchewan
Delisle är en ort i Kanada.   Den ligger i provinsen Saskatchewan, i den centrala delen av landet, 2 400 km väster om huvudstaden Ottawa. Delisle ligger 536 meter över havet och antalet invånare är 975.
Terrängen runt Delisle är mycket platt. Trakten runt Delisle är nära nog obefolkad, med mindre än två invånare per kvadratkilometer..
Trakten runt Delisle består till största delen av jordbruksmark.